# Diethusa
Diethusa är ett släkte av skalbaggar. Diethusa ingår i familjen vivlar.

## Dottertaxa tillDiethusa, i alfabetisk ordning[1]
- Diethusa acuticosta
- Diethusa aestuans
- Diethusa albomaculata
- Diethusa alternata
- Diethusa amplicornis
- Diethusa amplipennis
- Diethusa apicalis
- Diethusa apicispina
- Diethusa aulica
- Diethusa basipennis
- Diethusa bimaculiceps
- Diethusa borealis
- Diethusa cognata
- Diethusa congrua
- Diethusa falcata
- Diethusa ferruginea
- Diethusa fervida
- Diethusa filirostris
- Diethusa funerea
- Diethusa heterodoxa
- Diethusa hypoleuca
- Diethusa incisipes
- Diethusa inconstans
- Diethusa inermis
- Diethusa insignita
- Diethusa insuavis
- Diethusa majorina
- Diethusa metasternalis
- Diethusa minuscula
- Diethusa nigriclava
- Diethusa nigrirostris
- Diethusa nigrosuturalis
- Diethusa niveodispersa
- Diethusa nodipennis
- Diethusa orthodoxa
- Diethusa pallida
- Diethusa pallidicollis
- Diethusa picta
- Diethusa pictipennis
- Diethusa porphyrea
- Diethusa potens
- Diethusa remota
- Diethusa setirostris
- Diethusa setosa
- Diethusa silacea
- Diethusa simplicipennis
- Diethusa squamivaria
- Diethusa subaurifera
- Diethusa subglobosa
- Diethusa subsulfurea
- Diethusa sulfurea
- Diethusa suturalis
- Diethusa tenuirostris
- Diethusa truncatidens
- Diethusa tuberculata
- Diethusa venusta